# 今井秀樹
今井 秀樹（いまい ひでき、1943年 -）は、日本の情報理論家、暗号研究者。現在は産業技術総合研究所(AIST)の情報セキュリティ研究センター(RCIS)の研究センター長と中央大学教授を務めている。島根県出身。顕著な業績には符号理論、ブロック暗号設計、公開鍵暗号におけるものがある。
1977年、平川秀治とともに符号化マルチレベル信号変調方式を提案した。この方式は2進法の誤り訂正符号を使用し、その符号を組み合わせて送信信号を作る。この方式は今井・平川符号として知られている。
1971年に東京大学で電気工学のPh.D.を取得した。同年から1992年まで横浜国立大学の教員を務め、その後は東京大学の教員を務めた。1998年電子情報通信学会基礎・境界ソサイエティ会長。2005年からRCISの研究センター長を務めている。2006年4月より中央大学の教授を務めている。
1992年にIEEEフェローとなり、2007年に国際暗号学会(IACR)フェローとなった。指導学生に鄭玉良アラバマ大学バーミンガム校教授など。
2024年、瑞宝中綬章受章。